# Offensive d'Osovets
Pour un article plus général, voir Opération Bagration.
Seconde guerre mondiale
Batailles
Front de l’Est

Prémices :
- Campagne de Pologne
- Guerre d’Hiver

Guerre germano-soviétique :
- 1941 : L'invasion de l'URSS

- Opération Barbarossa

Front nord : 
- Guerre de Continuation
- Opération Silberfuchs
- Siège de Léningrad

Front central : 
- 2e bataille de Brest-Litovsk
- Bataille de Białystok–Minsk
- 1re bataille de Smolensk
- Bataille de Kiev

Front sud : 
- Siège d'Odessa
- Campagne de Crimée

- 1941-1942 : La contre-offensive soviétique

Front nord : 
- Poche de Demiansk
- Poche de Kholm

Front central : 
- Bataille de Moscou

Front sud : 
- Seconde bataille de Kharkov

- 1942-1943 : De Fall Blau à 3e Kharkov

Front nord : 
- Offensive de Siniavino
- Opération Iskra
- Bataille de Krasny Bor
- Opération Poliarnaïa Zvezda

Front central : 
- Opération Mars

Front sud : 
- Bataille du Caucase (opération Fall Blau)
- Bataille de Stalingrad
- Opération Uranus
- Opération Saturne
- Offensive d'Ostrogojsk-Rossoch
- Offensive de Voronej-Kastornoe
- Opération Gallop
- Opération Étoile
- Troisième bataille de Kharkov

- 1943-1944 : Libération de l'Ukraine et de la Biélorussie

Front central : 
- 2e bataille de Smolensk
- Opération Bagration

Front sud : 
- Bataille de Koursk
- Bataille du Dniepr
- Offensive Dniepr-Carpates
- Offensive de Crimée
- Offensive de Lvov-Sandomir

- 1944-1945 : Campagnes d'Europe centrale et d'Allemagne

Allemagne : 
- Offensive Vistule-Oder
- Offensive de Poméranie orientale
- Siège de Breslau
- Offensive de Prusse-Orientale
- Bataille de Königsberg
- Bataille de Seelow
- Bataille de Bautzen
- Bataille de Berlin
- Capitulation allemande

Front nord et Finlande : 
- Guerre de Laponie
- Offensive Leningrad-Novgorod
- Bataille de Narva

Europe orientale : 
- Opération Margarethe
- Insurrection de Varsovie
- Soulèvement national slovaque
- Opération Panzerfaust
- Bataille de Budapest
- Opération Frühlingserwachen
- Offensive de Vienne
- Insurrection de Prague
- Offensive de Prague
- Bataille de Slivice

Front d’Europe de l’Ouest

Campagnes d'Afrique, du Moyen-Orient et de Méditerranée

Bataille de l’Atlantique

Guerre du Pacifique

Guerre sino-japonaise

Théâtre américain
L’offensive Osovets (russe : Осовецкая наступательная операция) était une partie de l'offensive stratégique en Biélorussie de l'Armée rouge menée en été 1944 contre les troupes de la Wehrmacht et dénommée opération Bagration. Après la prise de Grodno, l'Armée rouge poursuit son avance vers l'est et le nord-est.
Ossovets est la version russe du nom polonais Ossowiec ou de l'allemand Ossowitz.

## Objectifs opérationnels
L'offensive commence après que le 2e Front biélorusse eut pris avec succès les villes de Grodno et Bialystok lors de l'offensive de Bialystock. Le 2e front se vit assumer d'autres objectifs à la fin de juillet. Il reçoit l'ordre d'aller à Łomża (allemand : Lomscha) et Ostrołęka (allemand : Scharfenwiese) et d'élargir la tête de pont sur la rivière Narew, en préparation de la prochaine avance prévue en province de Prusse-Orientale.
Les défenseurs furent quelque peu aidés par les fortifications des ères précédentes, y compris le forteresse d'Osoviec sur la rivière Biebrza. Ce complexe date de la Première Guerre mondiale et fut en partie démolie par la Wehrmacht en 1939. Il y avait le long de la frontière soviétique de substantielles fortifications datant de la Ligne Molotov situées à 20 km à l'ouest de la vieille forteresse.

## Forces en présence

### Wehrmacht
Éléments de la 4e armée allemande (général Friedrich Hossbach)
- - IVe corps d'armée allemand (général Helmuth Weidling)
- Éléments de la 2e armée allemande (colonel-général Walter Weiss)
  - LVe corps d'armée allemand (général Friedrich Herrlein)

Les unités ci-dessus étaient sous le commandement général du Groupe d'Armées Centre (Feld-Maréchal Walter Model).

### Armée rouge
Ci-après une liste des unités créditées de leur participation à la libération d'Osovets, non celle ayant participé à l'ensemble de l'opération.
- Deuxième front biélorusse (colonel-général Gyorgy Zakharov)

87e régiment de Gardes frontières du NKVD (major Aleksandr Olchouk)
- - 49e armée (lieutenant-général Ivan Grichine)

343e Division de fusiliers (major-général Iakimovitch)
121e Corps de fusiliers (général-major Dmitri Smirnov (ru))
238e Division de fusiliers (en) (général-major Ivan Krasnochtanov)
385e Division de fusiliers (en) (général-major Mitrofan Souprounov)
23e brigade blindée de la Garde (colonel Sergueï Kozikov)
- - 50e armée (en) (lieutenant-général Ivan Boldine)

81e corps de fusiliers (général-Major Fedor Zakharov)
369e Division de fusiliers (colonel Aleksandr Fedotov)
324e Division de fusiliers (colonel Ivan Kazak)
1434e régiment d’artillerie motorisée (sous-colonel Boris Kopylov)
1444e régiment d’artillerie motorisée (colonel Fedor Myatchev)
27e brigade d’artillerie antichar (sous-colonel Kriskent Semianov)
- - 4e Armée de l'Air (colonel-général Konstantin Verchinine (en))

230e Division aérienne d’assaut (général-major d'Aviation Semion Guetman) (en partie)
233e Division aérienne d’assaut (colonel Valentin Smolovik) (en partie)
229e Division de chasse aérienne (colonel Mikhaïl Volkov) (en partie)
309e Division de chasse aérienne (colonel Vassili Bouss) (en partie)
325e Division aérienne de bombardement de nuit (colonel Grigori Pokoïevoï)
8e Corps de chasse aérienne (général-major d'Aviation Fedor Jerebtchenko) (de la  16e Armée de l'Air (en))
215e Division de chasse aérienne (colonel Mikhaïl Iakouchine)
4e Corps d'Assaut Aérien (général-major d'Aviation Gueorgui Baïdoukov (en))
199e Division aérienne d’assaut (colonel Nikolaï Vinogradov)

## L'offensive
L'offensive commença le 6 août 1944 avec l'entrée dans Bialystock du deuxième front biélorusse.
Les approches d'Osoviec étaient lourdement défendues. La première brigade du Génie soviétique reçut l'ordre d'établir un passage sur la rivière sous le feu ennemi. Des unités du 2e Front s'abattirent et prirent la forteresse d'Osovets, après un lourd bombardement du 4e Corps d'aviation d'assaut commandé par le major-général Georgiy Baidukov le 14 août 1944. L'ordre no 166 de Joseph Staline pour ce jour note la prise de la forteresse et félicité les unités et les commandants concernés.
Le 14 août est noté comme la fin de l'offensive dans l'historiographie officielle, mais en fait les tentatives continuèrent pour s'emparer des têtes de pont sur la Narew, pendant la fin août. La 48e armée soviétique trouva que les défenses allemandes de Lomza étaient difficiles à percer, subissant beaucoup de pertes (allant jusqu'à la perte d'un commandant de division, le Major-général Iakimovich de la 343e Division de fusiliers soviétique dans leur tentative de forcer les lignes.
La ville de Lomza elle-même fut au milieu du mois de septembre. Il y eut d'intenses batailles le long de la Narew car la 2e Armée allemande se renforça progressivement et tenta de réduire les têtes de ponts.

## Épilogue
Malgré les nombreuses actions localisées (y compris les attaques des partisans polonais qui étaient fortement présents dans la zone), la ligne de défense allemande sur la rivière Narev a tenu jusqu'à la fin de 1944, jusqu'à l'avance du deuxième front biélorusse en Prusse-orientale avec l'Offensive de Prusse-Orientale de janvier 1945.